# Ременюк Сергій Сергійович
Сергі́й Сергі́йович Ременю́к (15 червня 1985 — 29 серпня 2014) — старший солдат 93-ї окремої механізованої бригади Збройних сил України, учасник російсько-української війни. Кавалер ордена «За мужність».

## Життєпис
Народився 15 червня 1985 року в місті Тернівка Дніпропетровської області. Закінчив загальноосвітню школу. Мешкав у місті Дніпропетровськ (нині Дніпро).
З початком російської агресії мобілізований до лав Збройних Сил України. Служив у 93-й окремій механізованій бригаді. У серпні 2014 року був учасником боїв за місто Іловайськ Донецької області.
Загинув 29 серпня 2014 року під час виходу з Іловайського котла т. зв. «зеленим коридором» на перехресті доріг з с. Побєда до с. Новокатеринівка поруч зі ставком. Загинув разом зі значною частиною бійців 93-ї механізованої бригади. Був ексгумований пошуковцями Місії «Ексгумація-200» («Чорний тюльпан») 11 вересня 2014 року. Впізнаний за експертизою ДНК.
Похований на Краснопільському кладовищі у місті Дніпро.
Залишились дружина та двоє дітей.

## Нагороди
- Указом Президента України № 316/2018 від 11 жовтня 2018 року, «за особисту мужність і самовіддані дії, виявлені у захисті державного суверенітету та територіальної цілісності України», нагороджений орденом «За мужність» III ступеня (посмертно)[1].
- Його портрет розміщений на меморіалі «Стіна пам'яті полеглих за Україну» в Києві: секція 3, ряд 8, місце 31
- Вшановується 29 серпня на щоденному ранковому церемоніалі вшанування українських захисників, які загинули цього дня в різні роки внаслідок російської збройної агресії[2]